# Memoria de trabajo no verbal
La memoria de trabajo no-verbal es una de las funciones ejecutivas que distingue Russell Barkley en su estudio sobre el TDAH. Se trata de la retención de imágenes visuales de estímulos ya acaecidos que guían nuestra mente en la orientación hacia nuevas conductas.
En un sentido más específico, surge a partir de la internalización de las acciones sensorio-motrices (sensaciones y movimientos propios). En este sentido, está relacionada con el sentido interno llamado propiocepción.
Fundamentalmente, desempeña dos funciones, una retrospectiva y otra prospectiva. La retrospectiva es percibir los movimientos realizados por el propio cuerpo, y la prospectiva nos prepara para acciones subsiguientes.
La memoria de trabajo no-verbal permite conectar mentalmente sucesos que ocurren en un momento dado, la conducta desarrollada por el sujeto frente a la percepción de esos sucesos y sus posibles consecuencias.
Se trata de un mecanismo neuropsicológico crucial para el autocontrol de la conducta orientada hacia el futuro.
Se desarrolla entre los 3 meses y los 10 años.